# Pan-iranismo

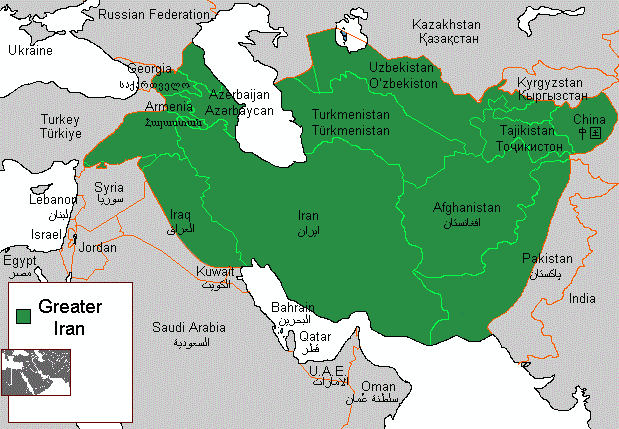
Geograficamente e culturalmente, o chamado "Grande Irã" é geralmente reconhecido por incluir todo o planalto iraniano e suas planícies limítrofes, que se estende desde a Mesopotâmia e o Cáucaso a oeste, até o rio Indo a leste, o rio Amu Dária no norte de Golfo Pérsico e o Mar de Omã ao sul

Pan-iranismo é uma ideologia que defende a solidariedade e a reunificação dos povos iranianos que vivem no planalto iraniano e em outras regiões que têm influência cultural significativa do Irã, incluindo ossétios, curdos, zazas, tadjiques (no Tajiquistão e Afeganistão), os pastós e os balúchis, do Paquistão. O primeiro teórico foi o Dr. Mahmoud Afshar Yazdi.

## Origens e ideologia
Cientista político iraniano Dr. Mahmoud Afshar desenvolveu a ideologia pan-iranista no início dos anos 1920 em oposição ao panturquismo e ao pan-arabismo, que eram vistos como potenciais ameaças à integridade territorial do Irã. Ele também exibiu uma forte crença no caráter nacionalista do povo iraniano através da longa história do país.
Ao contrário de movimentos semelhantes da época em outros países, o pan-iranismo era étnica e linguisticamente inclusivo, além de ser unicamente preocupado com o nacionalismo territorial, ao invés do nacionalismo étnico ou racial. Na véspera da Primeira Guerra Mundial, os panturquistas focavam em povos falantes de línguas turcomanas do Irã, Cáucaso e Ásia Central. O objetivo final era persuadir essas populações a se separar das entidades políticas maiores a que pertenciam e a aderir à nova pátria pan-turca.
Depois da Revolução Constitucional Persa, um nacionalismo romântico foi adotado por azeris democratas como uma reação às políticas irredentistas pan-túrquistas que ameaçavam a integridade territorial do Irã. Foi durante este período que o iranismo e políticas de homogeneização linguística foram propostas como uma natureza defensiva. Eles acreditavam que assegurar a integridade territorial do país era o primeiro passo na construção de uma sociedade baseada na lei e em um Estado moderno. Através deste quadro, a sua lealdade política superava suas filiações étnicas e regionais. A adoção destas políticas integracionistas pavimentou o caminho para o surgimento do nacionalismo cultural deste grupo étnico.